# Cristhian Mosquera
Cristhian Andrey Mosquera Ibargüen (sinh ngày 27 tháng 6 năm 2004) là một cầu thủ bóng đá chuyên nghiệp người Tây Ban Nha hiện đang thi đấu ở vị trí trung vệ cho câu lạc bộ Arsenal tại Premier League.

## Thiếu thời
Mosquera sinh ra tại Alicante, Cộng đồng Valencia, và có cha mẹ là người Colombia. Anh ban đầu chơi bóng rổ ở quê nhà trước khi gia nhập đội futsal San Blas Cañavate vì anh họ của anh chơi ở đó và họ thiếu một cầu thủ cho một giải đấu trẻ. Sau đó, anh chuyển đến chơi cho đội SCD Carolinas ở Carolines Altes và anh cuối cùng gia nhập câu lạc bộ bóng đá chính của thành phố, Hércules CF.

## Sự nghiệp câu lạc bộ

### Valencia
Sau khi gia hạn hợp đồng với Che đến năm 2025, Mosquera ra mắt La Liga vào ngày 19 tháng 1 năm 2022 trong trận hòa 1–1 với Sevilla, một lần nữa gây ấn tượng ở hàng phòng ngự trong một trận đấu khó khăn trước những cầu thủ như Rafa Mir. Điều này khiến anh trở thành cầu thủ bóng đá trẻ thứ tư từng chơi tại La Liga cho Los murciélagos, vượt qua những cầu thủ Ferran Torres, Lee Kang-in hoặc Yunus Musah.
Vào tháng 8 năm 2023, Mosquera được đôn lên đội hình chính của Che. Vào ngày 9 tháng 2 năm 2025, anh ghi bàn thắng đầu tiên trong sự nghiệp trong chiến thắng 2–0 trước Leganés tại La Liga.

### Arsenal
Vào ngày 24 tháng 7 năm 2025, Mosquera gia nhập câu lạc bộ Ngoại hạng Anh Arsenal theo hợp đồng dài hạn với mức phí ban đầu được cho là 13 triệu bảng Anh. Anh sẽ mặc áo số 3.

## Sự nghiệp quốc tế
Mosquera đã đại diện cho Tây Ban Nha ở các cấp độ U-15, U-16 và U-18. Anh giành chiến thắng trong một giải đấu U-18 giao hữu vào tháng 10 năm 2021 trước Thổ Nhĩ Kỳ, România và Bồ Đào Nha.
Anh cũng sở hữu hộ chiếu Colombia và điều này cho phép anh đủ điều kiện chơi cho La Tricolor cũng như Tây Ban Nha.

## Thống kê sự nghiệp

### Câu lạc bộ
Tính đến 23 tháng 5 năm 2025
| Câu lạc bộ | Mùa giải  | Giải vô địch          | Giải vô địch | Giải vô địch | Cúp quốc gia | Cúp quốc gia | Cúp Liên đoàn | Cúp Liên đoàn | Châu lục | Châu lục | Khác | Khác | Tổng cộng | Tổng cộng |
| Câu lạc bộ | Mùa giải  | Hạng đấu              | Trận         | Bàn          | Trận         | Bàn          | Trận          | Bàn           | Trận     | Bàn      | Trận | Bàn  | Trận      | Bàn       |
| ---------- | --------- | --------------------- | ------------ | ------------ | ------------ | ------------ | ------------- | ------------- | -------- | -------- | ---- | ---- | --------- | --------- |
| Valencia B | 2021–22   | Tercera División RFEF | 4            | 0            | —            | —            | —             | —             | —        | —        | —    | —    | 4         | 0         |
| Valencia B | 2022–23   | Segunda Federación    | 10           | 0            | —            | —            | —             | —             | —        | —        | —    | —    | 10        | 0         |
| Valencia B | Tổng cộng | Tổng cộng             | 14           | 0            | —            | —            | —             | —             | —        | —        | —    | —    | 14        | 0         |
| Valencia   | 2021–22   | La Liga               | 6            | 0            | 1            | 0            | —             | —             | —        | —        | —    | —    | 7         | 0         |
| Valencia   | 2022–23   | La Liga               | 3            | 0            | 1            | 0            | —             | —             | —        | —        | —    | —    | 4         | 0         |
| Valencia   | 2023–24   | La Liga               | 36           | 0            | 2            | 0            | —             | —             | —        | —        | —    | —    | 38        | 0         |
| Valencia   | 2024–25   | La Liga               | 37           | 1            | 4            | 0            | —             | —             | —        | —        | —    | —    | 41        | 1         |
| Valencia   | Tổng cộng | Tổng cộng             | 82           | 1            | 8            | 0            | —             | —             | —        | —        | —    | —    | 90        | 1         |
| Arsenal    | 2025–26   | Premier League        | 0            | 0            | 0            | 0            | 0             | 0             | 0        | 0        | —    | —    | 0         | 0         |
| Tổng cộng  | Tổng cộng | Tổng cộng             | 96           | 1            | 8            | 0            | 0             | 0             | 0        | 0        | 0    | 0    | 104       | 1         |

1. ↑  Bao gồm Copa del Rey và FA Cup
2. ↑  Bao gồm EFL Cup
3. ↑  Ra sân tại UEFA Champions League

## Danh hiệu

### Đội tuyển quốc gia
U-23 Tây Ban Nha
- Huy chương vàng Thế vận hội Mùa hè: 2024